# 第四代哈伍德伯爵亨利·拉塞尔斯
第四代哈伍德伯爵亨利·拉塞尔斯（英语：Henry Thynne Lascelles, 4th Earl of Harewood，1824年6月18日—1892年6月24日），他的先祖都是哈伍德伯爵。他的继承人是他的长子，即第五代哈伍德伯爵。

## 生平
他对利兹综合医院和圣詹姆斯医院济贫院的运营产生了浓厚的兴趣，并与利兹监护委员会主席米德尔顿少校合作，在1872年圣诞节时为医院的病人提供奢华的装饰品。
从1859年至1870年，他担任约克郡轻骑兵团的指挥官。